# Cédrick Fiston
Cédrick Fiston (Capesterre-Belle-Eau, 12 aprile 1981) è un ex calciatore francese, di ruolo attaccante.

## Caratteristiche tecniche
È una punta centrale.

## Carriera

### Club
Comincia a giocare in Francia, nella seconda squadra del Paris Saint-Germain. Nel 2002 passa alla seconda squadra del Bordeaux. Nel 2003 si trasferisce in Portogallo, all'Académica. Nel 2004 passa alla Juventus SA, club della Guadalupa. Nel 2006 viene acquistato dall'AJSS.

### Nazionale
Ha debuttato in Nazionale il 24 marzo 2007, nell'amichevole Guadalupa-Trinidad e Tobago (2-2). Ha messo a segno la sua prima rete con la maglia della Nazionale il 20 maggio 2007, nell'amichevole Guadalupa-Dominica (1-1), in cui ha segnato la rete del momentaneo 1-0. Ha partecipato, con la maglia della Nazionale, alla Gold Cup 2007. Ha collezionato in totale, con la maglia della Nazionale, 8 presenze e due reti.